# Safari (EP)
Safari es un EP de cuatro canciones de la banda de rock alternativo estadounidense The Breeders, lanzado por  4AD/Elektra Records en 1992. En el álbum aparece la hermana gemela de  Kim Deal Kelley tocando la guitarra. Además, es el único disco en el que tocan juntas Kelley Deal y Tanya Donelly.

## Lista de canciones
- Todas las canciones compuestas por Kim Deal, excepto donde se indique lo contrario

1. "Do You Love Me Now" – 2:40
2. "Don't Call Home"  (Deal/Murphy) - 3:37
3. "Safari" – 3:30
4. "So Sad About Us"  (Pete Townshend) – 2:21

## Personal
- The Breeders:
  - Kim Deal - voz, guitarra
  - Kelley Deal - guitarra
  - Tanya Donelly - voz, guitarra
  - Josephine Wiggs - voz, bajo, violonchelo
  - Britt Walford, (aparece como Mike Hunt) - batería
  - Jon Mattock - batería en "Safari"

- Paul Berry, Dante Desole, Guy Fixsen and Ben Darlow - ingeniería
- Vaughan Oliver - portada